# Abram Efimovič Archipov
Abram Efimovič Archipov (in russo Абрам Ефимович Архипов?; Egorovo, 27 agosto 1862 – Mosca, 25 settembre 1930) è stato un pittore russo appartenente alla corrente realista, membro dei Peredvižniki, dell'Unione degli artisti russi e dell'Associazione degli artisti della Russia rivoluzionaria.

## Biografia
Nato nell'oblast' di Rjazan' da una famiglia di credo ortodosso Archipov andò a studiare presso la Scuola di pittura, scultura e architettura a Mosca, nel 1877, dove fu istruito sotto gli insegnamenti di vari famosi artisti russi come Vasilij Grigor'evič Perov, Vasilij Dmitrievič Polenov e Vladimir Egorovič Makovskij. Nel 1883 Archipov andò a studiare a San Pietroburgo all'Accademia Imperiale d'Arte, dove rimase per due anni prima di ritornare a Mosca per completare i suoi studi.

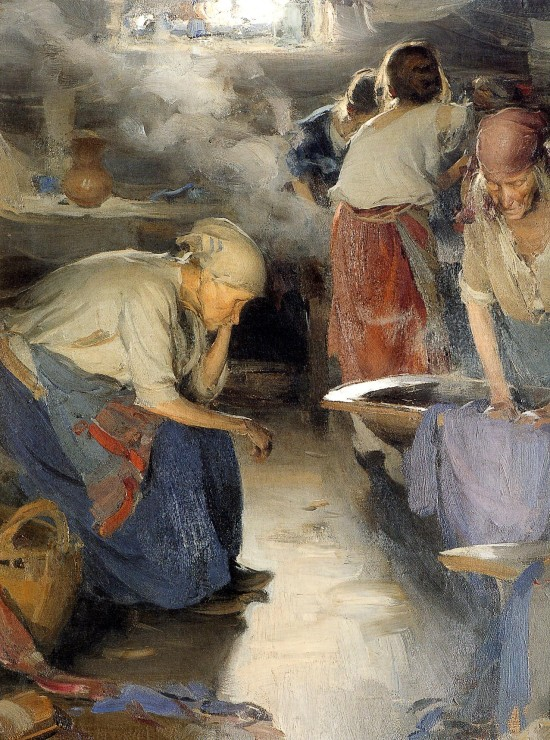
Le lavandaie (seconda versione) del 1901 alla Galleria Tret'jakov Mosca.

Archipov fu accettato nei Peredvižniki nel 1889 e nell'Unione degli artisti russi nel 1903. I temi che ricorrono nella sua arte sono le vite delle donne russe nella dura realtà di tutti i giorni rappresentate tramite il realismo pittorico. Dipinse anche diversi quadri di donne contadine della Russia rurale con i vivaci colori degli abiti tradizionali. Come altri artisti delle associazioni di cui faceva parte, utilizzo regolarmente la pittura en plein air viaggiando e dipingendo scene della Russia del nord e delle coste del mar Bianco.
Archipov insegnò anche alla scuola di Mosca di pittura, scultura, e architettura dove fu originariamente studente. Prese parte all'Associazione degli artisti della Russia rivoluzionaria nel 1924 e nel 1927 fu premiato con il titolo Artista Nazionale dell'URSS.